# 第二次モンテギューの戦い
第二次モンテギューの戦い（仏: La deuxième bataille de Montaigu）は、1793年9月21日に起こった、ヴァンデの反乱中の戦いである。

## 概要
ヴァンデの反乱軍がジャン=ミシェル・ベイセル（Jean-Michel Beysser）将軍の率いるフランス共和政（フランス第一共和国）の部隊を攻撃したことに端を発し、ベイセルの軍隊は反撃を行った。しかし見込みと異なり、捕らえられた兵士を含む400名の兵士が犠牲になった。なお、このうち捕虜は何人かがヴァンデの反乱軍によって即時処刑され行方知れずとなっていたが、遺体が後にジャン＝バティスト・クレベールの軍隊によってとある城の井戸で発見された。
この戦いの後、ベイセルはパリに呼び戻され、もとよりベイセルを疑っていたジロンド派により逮捕され10月2日アベイ刑務所に投獄された。最終的に1794年4月13日にアーサー・ディロンやピエール・ギャスパール・ショーメット（Pierre Gaspard Chaumette）、マリー・マルグリット・フランソワーズ・エベール（Marie Marguerite Françoise Hébert）などと共に死刑を宣告され即日の内に断頭台の露と消えた。